# The Syrian Resistance
The Syrian Resistance (TSR) (Arabisch: المقاومة السورية, Muqāwamat al-Sūriyah) was oorspronkelijk actief als Popular Front for the Liberation of the Sanjak of Alexandretta. De provincie Hatay in Turkije was oorspronkelijk onderdeel van Syrië tijdens het Ottomaanse Rijk maar werd later bij Turkije gevoegd. Na het uitbreken van de Syrische Burgeroorlog ondersteunt deze (overwegend) etnisch Alawitische militie nu de Syrische regering. De militie is naar verluidt actief in zelfverdediging van Alawitische en Sjiitische woongebieden alsook actief in militaire operaties tegen de rebellen.
In maart 2016 werd bericht dat de leider van de organisatie was omgekomen in de burgeroorlog.